# Shazam (album)
Pour les articles homonymes, voir Shazam.
Albums de The Move
Something Else from The Move
(1968) Looking On
(1970)
Shazam est le deuxième album du groupe de rock britannique The Move, sorti en 1970.
Sur le 33 tours original, la première face se compose de trois chansons originales de Roy Wood et la deuxième face, de trois reprises d'artistes américains : Fields of People du groupe psychédélique Ars Nova, Don't Make My Baby Blue du crooner Frankie Laine et The Last Thing on My Mind du chanteur folk Tom Paxton.
Le bassiste Trevor Burton quitte The Move pendant l'enregistrement de l'album. Il est remplacé par Rick Price. Shazam est également le dernier album du groupe avec le chanteur Carl Wayne.

## Titres

### Album original
| 1. | Hello Susie                     | Roy Wood | 4:55 |
| 2. | Beautiful Daughter              | Roy Wood | 2:36 |
| 3. | Cherry Blossom Clinic Revisited | Roy Wood | 7:40 |

| 4. | Fields of People          | Wyatt Day, Jon Pierson   | 10:09 |
| 5. | Don't Make My Baby Blue   | Barry Mann, Cynthia Weil | 6:18  |
| 6. | The Last Thing on My Mind | Tom Paxton               | 7:35  |

### Rééditions
La réédition de Shazam parue en 1998 chez Repertoire Records comprend neuf titres supplémentaires enregistrés en concert. Les cinq premiers correspondent au contenu de l'EP de 1968 Something Else from The Move, tandis que les quatre derniers sont inédits.
| 7.  | So You Want to Be a Rock 'n' Roll Star (reprise des Byrds) | Chris Hillman, Roger McGuinn            | 3:01 |
| 8.  | Stephanie Knows Who (reprise de Love)                      | Arthur Lee                              | 3:03 |
| 9.  | Something Else (reprise d'Eddie Cochran)                   | Bob Cochrane, Sharon Sheeley            | 2:24 |
| 10. | It'll Be Me (reprise de Jerry Lee Lewis)                   | Jack Clement                            | 2:38 |
| 11. | Sunshine Help Me (reprise de Spooky Tooth)                 | Gary Wright                             | 5:12 |
| 12. | Piece of My Heart                                          | Jerry Ragovoy, Bert Berns               | 4:04 |
| 13. | Too Much in Love                                           | Denny Laine                             | 2:40 |
| 14. | (Your Love Keeps Lifting Me) Higher and Higher             | Gary Jackson, Raynard Miner, Carl Smith | 3:36 |
| 15. | Sunshine Help Me                                           | Gary Wright                             | 6:34 |

En 2008, Salvo réédite Shazam avec huit titres supplémentaires différents.
| 7.  | This Time Tomorrow               | David Morgan | 3:40 |
| 8.  | A Certain Something              | David Morgan | 3:45 |
| 9.  | Curly (autre mixage)             | Roy Wood     | 2:54 |
| 10. | Wild Tiger Woman (mixage stéréo) | Roy Wood     | 2:55 |
| 11. | Omnibus (version intégrale)      | Roy Wood     | 4:11 |
| 12. | That Certain Something (démo)    | David Morgan | 3:58 |
| 13. | This Time Tomorrow (démo)        | David Morgan | 2:36 |
| 14. | Blackberry Way (autre mixage)    | Roy Wood     | 3:38 |

Une troisième réédition avec bonus de Shazam est éditée en 2016 par Esoteric Recordings. Elle se compose de 2 CD, le premier reprenant l'album original remasterisé avec douze chansons supplémentaires et le second étant composé de chutes de studio et d'enregistrements réalisés pour la BBC entre mai 1968 et novembre 1969.
| 7.  | Wild Tiger Woman                      | Roy Wood     | 2:41 |
| 8.  | Omnibus                               | Roy Wood     | 3:55 |
| 9.  | Blackberry Way                        | Roy Wood     | 3:43 |
| 10. | A Certain Something                   | David Morgan | 3:33 |
| 11. | Curly                                 | Roy Wood     | 2:45 |
| 12. | This Time Tomorrow                    | David Morgan | 3:42 |
| 13. | Hello Susie (single américain abrégé) | Roy Wood     | 3:32 |
| 14. | Second Class (She's Too Good for Me)  | Roy Wood     | 3:43 |
| 15. | Wild Tiger Woman (mixage stéréo)      | Roy Wood     | 2:55 |
| 16. | Omnibus (version intégrale)           | Roy Wood     | 4:09 |
| 17. | Curly (autre mixage)                  | Roy Wood     | 2:46 |
| 18. | This Time Tomorrow (démo)             | David Morgan | 2:34 |

| 1.  | That Certain Something (démo)                                        | David Morgan                            | 4:00 |
| 2.  | Beautiful Daughter (mixage réduit)                                   | Roy Wood                                | 2:38 |
| 3.  | Interview with Carl Wayne (enregistré à la BBC)                      |                                         | 1:41 |
| 4.  | (Your Love Keeps Lifting Me) Higher and Higher (enregistré à la BBC) | Gary Jackson, Raynard Miner, Carl Smith | 3:09 |
| 5.  | Kentucky Woman (enregistré à la BBC)                                 | Neil Diamond                            | 2:26 |
| 6.  | Interview with Bev Bevan (enregistré à la BBC)                       |                                         | 1:34 |
| 7.  | Wild Tiger Woman (enregistré à la BBC)                               | Roy Wood                                | 2:34 |
| 8.  | Long Black Veil (enregistré à la BBC)                                | Danny Dill, Marijohn Wilkin             | 2:51 |
| 9.  | Piece of My Heart (enregistré à la BBC)                              | Bert Berns, Jerry Ragovoy               | 3:03 |
| 10. | Goin' Back (enregistré à la BBC)                                     | Carole King, Gerry Goffin               | 2:50 |
| 11. | Blackberry Way (enregistré à la BBC)                                 | Roy Wood                                | 3:08 |
| 12. | California Girls (enregistré à la BBC)                               | Brian Wilson, Mike Love                 | 3:06 |
| 13. | Christian Life (enregistré à la BBC)                                 | Charlie Louvin, Ira Louvin              | 2:04 |
| 14. | Bev Bevan Interview (enregistré à la BBC)                            |                                         | 1:39 |
| 15. | Beautiful Daughter (enregistré à la BBC)                             | Roy Wood                                | 2:30 |
| 16. | Goin' Out of My Head (enregistré à la BBC)                           | Bobby Weinstein, Teddy Randazzo         | 3:03 |
| 17. | Evil Woman (enregistré à la BBC)                                     | Larry Weiss                             | 3:22 |
| 18. | Carl Wayne Interview (enregistré à la BBC)                           |                                         | 1:48 |
| 19. | Curly (enregistré à la BBC)                                          | Roy Wood                                | 2:50 |
| 20. | Sound of Silence (enregistré à la BBC)                               | Paul Simon                              | 3:12 |
| 21. | Abraham, Martin and John (enregistré à la BBC)                       | Dick Holler                             | 2:53 |
| 22. | Open My Eyes (enregistré à la BBC)                                   | Todd Rundgren                           | 3:19 |
| 23. | Hello Susie (enregistré à la BBC)                                    | Roy Wood                                | 4:33 |
| 24. | Walk Right Back (enregistré à la BBC)                                | Sonny Curtis                            | 3:19 |
| 25. | Fields Of People (enregistré à la BBC)                               | John Pierson, Wyatt Day                 | 3:44 |

## Musiciens
- Roy Wood : chant, guitares, claviers
- Bev Bevan : batterie
- Carl Wayne : chant, guitare
- Rick Price : chant, basse